# Mohammed Kudus
Mohammed Kudus (* 2. August 2000 in Accra) ist ein ghanaischer Fußballspieler, der seit Juli 2025 beim englischen Erstligisten Tottenham Hotspur unter Vertrag steht. Seit Oktober 2019 ist der Mittelfeldspieler ghanaischer Nationalspieler.

## Karriere

### Verein
Kudus stammt aus der renommierten Right to Dream Academy, der er sich im Alter von 12 Jahren anschloss. Im Januar 2018 wechselte er im Alter von 17 Jahren mit den zwei gleichaltrigen Spielern Ibrahim Sadiq und Gideon Mensah zum dänischen Erstligisten FC Nordsjælland. Da er aus einem Land außerhalb der EU bzw. des EWR kommt, durfte er erst ab seinem 18. Geburtstag nach Dänemark wechseln. Dort spielte er die Saison 2017/18 in der Reservemannschaft zu Ende. Sein Debüt in der Superligaen gab er am 5. August (4. Spieltag) bei der 0:2-Auswärtsniederlage gegen den Brøndby IF. Er etablierte sich in dieser Saison 2018/19 rasch als Stammspieler im Mittelfeld. Am 4. März 2019 (24. Spieltag) erzielte er sein erstes Ligator beim 3:3-Unentschieden gegen den FC Midtjylland. In dieser Spielzeit traf er in 26 Ligaspielen dreimal. In der nächsten Saison 2019/20 behielt er seinen Status als Stammkraft bei. Am 20. Juni 2020 (29. Spieltag) traf er beim 4:0-Auswärtssieg gegen den Aalborg BK doppelt. Bis zu seinem Wechsel bestritt er 25 Ligaspiele, in denen er elf Tore erzielen konnte.
Am 16. Juli 2020, aufgrund der COVID-19-Pandemie war die dänische Meisterschaft zu diesem Zeitpunkt noch nicht beendet, wechselte Mohammed Kudus zum niederländischen Ehrendivisionär Ajax Amsterdam, wo er einen Fünfjahresvertrag unterzeichnete. Am 20. September 2020 (2. Spieltag) gab er beim 3:0-Heimsieg gegen den RKC Waalwijk sein Debüt. Beim 5:1-Heimsieg gegen den SC Heerenveen erzielte er sein erstes Tor und bereitete außerdem zwei weitere Treffer vor. In seinem ersten Champions-League-Spiel gegen den FC Liverpool am 21. Oktober zog er sich bereits nach wenigen Minuten eine Meniskusverletzung zu, die ihn für mehrere Monate außer Gefecht setzte.
Im August 2023 wechselte er zu West Ham United. Zwei Jahre später wechselte er zu Tottenham Hotspur.

### Nationalmannschaft
Nachdem er zuvor für die U17 und U20 Ghanas aufgelaufen war, debütierte er am 14. November 2019 gegen Südafrika in der Qualifikation zum Afrika-Cup 2022 für die A-Auswahl. In der 61. Spielminute wurde er für Alfred Duncan eingewechselt und 20 Minuten später traf er zum 2:0-Endstand. Bei der Weltmeisterschaft 2022 kam er in drei möglichen Spielen für Ghana zum Einsatz und konnte zwei Tore erzielen, ehe Ghana in der Vorrunde ausschied.

## Erfolge
Ajax Amsterdam
- Niederländischer Meister: 2021, 2022
- Niederländischer Pokalsieger: 2021